# Гебре Кидан, Тесфайе
Тесфайе Гебре Кидан (англ. Tesfaye Gebre Kidan; июль 1937, Шоа — 2 июня 2004, Аддис-Абеба) — эфиопский военный и политический деятель, генерал-лейтенант, член Дерга и правительства Менгисту Хайле Мариама, один из ответственных за красный террор в Эфиопии, министр обороны, военный губернатор Эритреи. С 1989 года — вице-президент.
После того как 21 мая 1991 года Мариам бежал из страны, Тесфайе Гебре Кидан стал исполняющим обязанности президента. Он призвал повстанцев к прекращению огня и предложил им совместно разделить власть, но безрезультатно. Спустя неделю столица была занята отрядами РДФЭН. После падения Аддис-Абебы Тесфайе Гебре Кидан укрылся в посольстве Италии, где провёл 13 лет, пока не был убит в драке другим постояльцем посольства, бывшим министром иностранных дел Бирхану Байе, которого из-за эритрейского происхождения его жены экс-вице-президент обвинял в «симпатиях к врагам». Как сообщил впоследствии один из медиков, Тесфайе Гебре Кидана ударили по голове бутылкой.